# Karate-Europameisterschaften 2012
Die 47. Karate-Europameisterschaften der European Karate Federation wurden vom 10. bis 13. Mai 2012 in Adeje, Teneriffa, Spanien ausgetragen. Insgesamt starteten 450 Teilnehmer aus 45 Nationen.

## Medaillen Herren

### Einzel
| Kategorie     | Gold            | Silber             | Bronze                            |
| ------------- | --------------- | ------------------ | --------------------------------- |
| Kata          | Luca Vadesi     | Fernando San José  | Jonathan Mottram Vu Duc Minh Dack |
| Kumite -60 kg | Matías Gómez    | Kalvis Kalniņš     | Danil Domdjoni Alexander Heimann  |
| Kumite -67 kg | William Rolle   | Ömer Kemaloğlu     | Niyazi Aliyev Ciro Massa          |
| Kumite -75 kg | Luigi Busa      | René Smaal         | Noah Bitsch Rafael Aghayev        |
| Kumite -84 kg | Georgios Tzanas | Aykhan Mamayev     | Meris Muhović Slobodan Bitević    |
| Kumite +84 kg | Jonathan Horne  | Stefano Maniscalco | Dejan Umićević Enes Erkan         |

### Mannschaft
| Kategorie | Gold | Silber | Bronze |
| --------- | --- | --- | --- |
| Kata      | Italien Vincenzo Figuccio Lucio Maurino Luca Valdesi                                                                             | Spanien Damián Quintero Francisco Salazar Fernando San José                                                     | Frankreich Romain Lacoste Jonathan Maruani Jonathan Plagnol Türkei Arslan Çalışkan Orçun Duman Ali Sofuoğlu |
| Kumite    | Deutschland Andreas Bachmann Noah Bitsch Mehmet Bolat Oliver Henning Jonathan Horne Heinrich Leistenschneider Nikoloz Tsurtsumia | Türkei Enes Erkan Yücel Gündoğdu Murat Salih Kurnaz Mustafa Utku Şahin Yaser Şahintekin Aykut Usda Serkan Yağcı | Aserbaidschan Rafael Aghayev Tural Alakbarli Niyazi Aliyev Sanan Aliyev Shahin Atamov Asiman Gurbanli Aykhan Mamayev Bosnien und Herzegowina Adnan Adilović Alen Kupusović Oliver Mandarić Mate Odak Nermin Potur Nermin Sinanović Admir Zukan |

## Medaillen Damen

### Einzel
| Kategorie     | Gold               | Silber            | Bronze                                    |
| ------------- | ------------------ | ----------------- | ----------------------------------------- |
| Kata          | Yaiza Martín       | Sandy Scordo      | Marija Madžarević Sofia Marika Livitsanou |
| Kumite -50 kg | Serap Özçelik      | Lucia Kováčikovák | Alexandra Recchia Gulsah Akdag            |
| Kumite -55 kg | Jelena Kovačević   | Jana Bitsch       | Lucie Ignace Jana Vojtikevičová           |
| Kumite -61 kg | Lolita Dona        | Anita Serjohina   | Ivana Bebek Ece Yaşar                     |
| Kumite -68 kg | Hafsa Şeyda Burucu | Tiffany Fanjat    | Marina Raković Inga Sherozia              |
| Kumite +68 kg | Greta Vitelli      | Radka Krejčová    | Nadège Ait-Ibrahim Meltem Hocaoğlu        |

### Mannschaft
| Kategorie | Gold                                                                    | Silber                                                           | Bronze |
| --------- | ----------------------------------------------------------------------- | ---------------------------------------------------------------- | --- |
| Kata      | Frankreich Clothilde Boulanger Sonia Fiuza Jessica Hugues               | Spanien Sonia García Yaiza Martín Margarita Morata               | Italien Sara Battaglia Viviana Bottaro Michela Pezzetti Deutschland Franziska Krieg Denise Pawlovski Sabine Schneider |
| Kumite    | Türkei Gülderen Çelik Albayrak Meltem Hocaoğlu Serap Özçelik Tuba Yenen | Kroatien Ana-Marija Čelan Maša Martinović Azra Saleš Ivona Tubić | Deutschland Duygu Bugur Jana Bitsch Maria Weiß Monique Puscher Schweiz Jessica Cargill Noémie Kornfeld Aurélie Magnin |

## Medaillenspiegel
Ausrichter 
| Platz | Land                    | Gold | Silber | Bronze | Gesamt |
| ----- | ----------------------- | ---- | ------ | ------ | ------ |
| 1     | Italien                 | 4    | 1      | 2      | 7      |
| 2     | Frankreich              | 3    | 2      | 6      | 11     |
| 3     | Türkei                  | 3    | 2      | 4      | 9      |
| 4     | Spanien                 | 2    | 3      | 0      | 5      |
| 5     | Deutschland             | 2    | 1      | 4      | 7      |
| 6     | Kroatien                | 1    | 1      | 2      | 4      |
| 7     | Griechenland            | 1    | 0      | 1      | 2      |
| 8     | Aserbaidschan           | 0    | 1      | 3      | 4      |
| 9     | Slowakei                | 0    | 1      | 1      | 2      |
| 10    | Tschechien              | 0    | 1      | 0      | 1      |
|       | Lettland                | 0    | 1      | 0      | 1      |
|       | Niederlande             | 0    | 1      | 0      | 1      |
|       | Ukraine                 | 0    | 1      | 0      | 1      |
| 14    | Serbien                 | 0    | 0      | 3      | 3      |
| 15    | Bosnien und Herzegowina | 0    | 0      | 1      | 1      |
|       | England                 | 0    | 0      | 1      | 1      |
|       | Montenegro              | 0    | 0      | 1      | 1      |
|       | Russland                | 0    | 0      | 1      | 1      |
|       | Schweden                | 0    | 0      | 1      | 1      |
|       | Schweiz                 | 0    | 0      | 1      | 1      |
| Total | Total                   | 16   | 16     | 32     | 64     |